# 山下澄子
山下 澄子（やました すみこ、1899年12月27日 - 没年不詳）は、日本の女優である。出生名武藤 澄子（むとう すみこ）、結婚後本名高木 澄子（たかぎ すみこ）。

## 人物・来歴
1899年（明治32年）12月27日、兵庫県神戸市に生まれる。
1924年（大正13年）早々、帝国キネマ演芸に入社、同社の小坂撮影所に所属し、同年2月22日に公開された中川紫朗監督の『お夏清十郎』に出演して、満24歳で映画界にデビューした。1926年（大正15年）8月12日に公開された森本登良夫監督の『美少年』では、同社のスター、市川百々之助の相手役を務めて主演する。その後、多く百々之助の相手役を務めた。
3年のブランクを経て、1931年（昭和6年）には、日活太秦撮影所に入社、同年12月4日に公開された長倉祐孝監督の『恋の長銃』（スナイドル）に出演している。1932年（昭和7年）2月に奈良に設立された富国映画に移籍、『浪人の行く道』（公開は1933年）に出演したが、同社はすぐに倒産し、日活に戻っている。日活に戻る直前の同年7月、富国映画を退社し、吉田豊作、清水俊作らが満洲国（現在の中華人民共和国東北部）を訪れ、舞台実演を行なった記録がある。
1934年（昭和9年）10月25日に公開された久見田喬二監督の『捕物五月雨格子』に出演したが、同作以降の出演記録が見当たらない。山下はこの時点で事実上引退している。同年に発行された『日本映画俳優名鑑 昭和九年版』には、山下での住所は京都市右京区鳴滝桐ケ淵町（現在も同一住居表示）、高木での住所は神奈川県高座郡相原村橋本（現在の同県相模原市緑区橋本）のものが記載されている。その後、山下の消息は伝えられていない。没年不詳。

## フィルモグラフィ

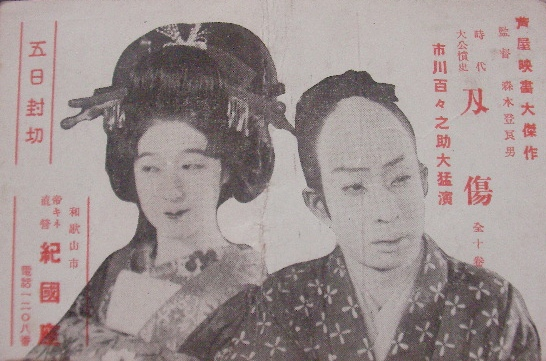
『刄傷』（1926年）の帝国キネマ直営館「紀國座」チラシ。左が山下（満26歳）、右は市川百々之助。

すべてクレジットは「出演」である。公開日の右側には役名、および東京国立近代美術館フィルムセンター（NFC）、マツダ映画社所蔵等の上映用プリントの現存状況についても記す。同センター等に所蔵されていないものは、とくに1940年代以前の作品についてはほぼ現存しないフィルムである。資料によってタイトルの異なるものは併記した。

### 帝国キネマ芦屋撮影所
特筆以外すべて製作は「帝国キネマ芦屋撮影所」、すべて配給は「帝国キネマ演芸」、以降すべてサイレント映画である。
- 『お夏清十郎』 : 監督中川紫朗、製作帝国キネマ小坂撮影所、1924年2月22日公開[1]
- 『一躍大家』 : 監督佐藤喜一郎（佐藤樹一路）、製作アシヤ映画、1925年5月7日公開
- 『二人の父』 : 監督古海卓二、製作アシヤ映画、1925年5月21日公開
- 『逆流の血』 : 監督馬場春宵、製作アシヤ映画、1925年6月11日公開
- 『隼七之助 前篇』 : 監督馬場春宵、1925年8月19日公開 - 女役者
- 『隼七之助 後篇』 : 監督馬場春宵、1925年9月3日公開 - 弟子〆花
- 『松平長七郎 前篇』 : 監督長尾史録、1925年9月10日公開 - 遠山太夫
- 『平井権八』 : 監督広瀬五郎、1925年9月23日公開 - 玉家小柴
- 『牛若丸』 : 監督古海卓二、1925年10月1日公開 - 浄瑠璃姫
- 『乱弾下の恋』 : 監督長尾史録、1925年10月1日公開 - 房江
- 『弁天小僧 後篇』 : 監督古海卓二、1925年10月29日公開 - 娘お静
- 『野狐三次 前篇』 : 監督佐藤樹一路、1925年11月12日公開 - 藍屋の娘お糸
- 『野狐三次 後篇』 : 監督佐藤樹一路、1925年11月19日公開 - 藍屋の娘お糸
- 『竜巻く嵐』 : 監督松本英一、製作帝国キネマ小坂撮影所、1925年12月1日公開
- 『白河小天狗 前篇』 : 監督唐沢弘光、1925年12月30日公開 - 鉄五郎の妻
- 『白河小天狗 後篇』 : 監督唐沢弘光、1926年1月5日公開 - 鉄五郎の妻
- 『天満のお蝶』 : 監督大森勝、1926年2月10日公開 - 芸妓君香
- 『伊達新三』 : 監督唐沢弘光、1926年5月13日公開 - お艶
- 『女浪人』 : 監督江後岳翠、1926年5月13日公開 - 娘お愛
- 『左刃縦横』 : 監督唐沢弘光、1926年6月11日公開 - 照江
- 『南郷力丸 前篇』 : 監督唐沢弘光、1926年6月11日公開
- 『南郷力丸 後篇』 : 監督唐沢弘光、1926年6月17日公開
- 『松前屋五郎蔵』 : 監督森本登良男（森本登良夫）、1926年6月24日公開
- 『後の新三』 : 監督唐沢弘光、1926年7月28日公開 - お艶
- 『美少年』 : 監督森本登良夫、1926年8月12日公開 - 主演
- 『関東綱五郎 前篇』 : 監督森本登良夫、1926年9月15日公開 - お舟
- 『関東綱五郎 後篇』 : 監督森本登良夫、1926年9月23日公開 - お舟
- 『刄傷』 : 監督森本登良夫、1926年10月14日公開
- 『女難』 : 監督森本登良夫、1926年10月29日公開
- 『恋衣』 : 監督大森勝、1926年製作・公開
- 『忠僕為助』 : 監督江後岳翠、1927年1月5日公開
- 『血桜 前篇』 : 監督押本七之助、1927年2月9日公開
- 『血桜 後篇』 : 監督押本七之助、1927年2月15日公開
- 『敵討 前後篇』 : 監督押本七之助、1927年4月29日公開
- 『恋地獄』 : 監督佐藤樹一路、1927年5月15日公開
- 『妖雲』 : 監督森本登良男、製作帝国キネマ演芸・市川百々之助プロダクション、1927年7月14日公開 - 主演
- 『恋の簪』 : 監督森本登良男、製作帝国キネマ演芸・市川百々之助プロダクション、1927年7月28日公開 - 主演
- 『剣人』 : 監督森本登良男、製作帝国キネマ演芸・市川百々之助プロダクション、1927年8月13日公開 - 主演
- 『浜の若者』 : 監督森本登良男、製作帝国キネマ演芸・市川百々之助プロダクション、1927年9月16日公開
- 『競艶美男』 : 監督森本登良夫、製作帝国キネマ演芸・市川百々之助プロダクション、1927年10月13日公開
- 『創痕』 : 監督竹村快一、製作帝国キネマ演芸・市川百々之助プロダクション、1927年11月20日公開
- 『児雷也』 : 監督森本登良夫、製作帝国キネマ演芸・市川百々之助プロダクション、1927年12月10日公開
- 『忠孝美談』 : 監督石山稔、1928年2月1日公開
- 『自暴』 : 監督佐藤樹一路、1928年10月6日公開 - 早苗

### 日活太秦撮影所
特筆以外すべて製作は「日活太秦撮影所」、特筆以外すべて配給は「日活」である。
- 『恋の長銃』（スナイドル） : 監督長倉祐孝、1931年12月4日公開 - 秀勇
- 『煩悩秘文書 剣光篇』 : 監督渡辺邦男、1932年12月29日公開 - 女将
- 『煩悩秘文書 解脱篇』 : 監督渡辺邦男、1933年1月5日公開 - 女将
- 『新蔵兄弟』 : 監督荒井良平、1933年1月10日公開 - お貞（お浪義母）
- 『浪人の行く道』 : 監督山下秀一、製作富国映画社、配給日本映画、1933年1月15日公開
- 『白浪れんじ格子』 : 監渡辺邦男、1933年8月24日公開
- 『弥次喜多 江戸の巻』 : 監督清瀬英次郎、1933年12月31日公開 - 下新造・お絹
- 『仮面の剣』 : 監督久見田喬二、1934年2月9日公開 - 久六の女房
- 『紋三郎の秀』 : 監督池田富保、製作日活京都撮影所、1934年5月31日公開 - 岸の家女房
- 『へり下りの利七』 : 監督尾崎純、製作日活京都撮影所、1934年8月8日公開 - 助五郎女房お末
- 『捕物五月雨格子』 : 監督久見田喬二、製作日活京都撮影所、1934年10月25日公開 - 矢場の女将